# The Whole Town's Talking
The Whole Town's Talking (издаден в Обединеното кралство като Passport to Fame ) е американска комедия от 1935 г. с участието на Едуард Робинсън и Джийн Артър. Режисьор е Джон Форд, а сценарият е адаптация на Джо Суерлинг и Робърт Рискин на разказа на У.Р. Бърнет. По творба на Бърнет е и сценарият за големия хит на Робинсън „Малкият Цезар“.